# Tramway de Blois
 (avril 2023).
La mise en forme du texte ne suit pas les recommandations de Wikipédia : il faut le « wikifier ».
Les points d'amélioration suivants sont les cas les plus fréquents. Le détail des points à revoir est peut-être précisé sur la page de discussion.
- Les titres sont pré-formatés par le logiciel. Ils ne sont ni en capitales, ni en gras.
- Le texte ne doit pas être écrit en capitales (les noms de famille non plus), ni en gras, ni en italique, ni en « petit »…
- Le gras n'est utilisé que pour surligner le titre de l'article dans l'introduction, une seule fois.
- L'italique est rarement utilisé : mots en langue étrangère, titres d'œuvres, noms de bateaux, etc.
- Les citations ne sont pas en italique mais en corps de texte normal. Elles sont entourées par des guillemets français : « et ».
- Les listes à puces sont à éviter, des paragraphes rédigés étant largement préférés. Les tableaux sont à réserver à la présentation de données structurées (résultats, etc.).
- Les appels de note de bas de page (petits chiffres en exposant, introduits par l'outil «  Source ») sont à placer entre la fin de phrase et le point final[comme ça].
- Les liens internes (vers d'autres articles de Wikipédia) sont à choisir avec parcimonie. Créez des liens vers des articles approfondissant le sujet. Les termes génériques sans rapport avec le sujet sont à éviter, ainsi que les répétitions de liens vers un même terme.
- Les liens externes sont à placer uniquement dans une section « Liens externes », à la fin de l'article. Ces liens sont à choisir avec parcimonie suivant les règles définies. Si un lien sert de source à l'article, son insertion dans le texte est à faire par les notes de bas de page.
- La présentation des références doit suivre les conventions bibliographiques. Il est recommandé d'utiliser les modèles {{Ouvrage}}, {{Chapitre}}, {{Article}}, {{Lien web}} et/ou {{Bibliographie}}. Le mode d'édition visuel peut mettre en forme automatiquement les références.
- Insérer une infobox (cadre d'informations à droite) n'est pas obligatoire pour parachever la mise en page.

Pour une aide détaillée, merci de consulter Aide:Wikification.
Si vous pensez que ces points ont été résolus, vous pouvez retirer ce bandeau et améliorer la mise en forme d'un autre article.
Le tramway de Blois est un réseau de tramway qui a fonctionné dans la ville française de Blois entre 1910 à 1933.

## Histoire
Le réseau était exploité par la Société des tramways électriques de Blois (TEB), fondée par M. Edmond Vergnes de Castelpers, dans le cadre d'une concession devant durer 50 ans.
Le projet est déclaré d'utilité publique le 3 avril 1908. Les travaux d'aménagement du réseau commencent à partir d'octobre 1909. Le réseau a été inauguré le 16 juin 1910, puis mis en service en décembre de la même année.
Le réseau est alors desservi par 11 voitures à classe unique, avec une fréquence de 4 passages par heure sur chacune des 5 lignes. Un trajet coûtait 15 centimes.
En raison de la Première Guerre mondiale, le service est suspendu le 26 août 1916. Il reprend en février 1920. Seules 3 lignes sont alors rouvertes, et ce, jusqu'en 1928, date à laquelle seule la ligne 1 subsistait.
Compte tenu de la baisse du trafic, le service de la dernière ligne est supprimé le 15 mars 1933 et remplacé par une desserte d'autobus.

## Lignes
Le réseau comprenait cinq lignes, construites à voie métrique, longues de 8 kilomètres.
Le centre du réseau était situé sur la place Victor-Hugo (en bas du château), desservie par les cinq lignes.

### Ligne ①: Gare–Saint-Gervais
La ligne ❶ traversait la ville de Blois du Nord au Sud, en reliant la gare centrale de Blois (où les trains peuvent aller vers Tours, Paris, Orléans, Romorantin ou Vendôme avec PO) à l'octroi de Saint-Gervais. 
De la même manière que la partie sud de l’actuelle ligne Ⓐ du réseau Azalys, la ligne descendait de la gare centrale vers la place Victor-Hugo, traversait le centre-ville par la rue Denis-Papin, prenait ensuite le pont Jacques-Gabriel, empruntait l’avenue Wilson pour traverser Blois-Vienne, avant de rejoindre le bas de Saint-Gervais-la-Forêt par la nationale.

### Ligne ②: Sanitas–Abattoirs
La ligne ➋ longeait la Loire, sur la rive droite. Partant du quartier du Sanitas, à l'est, la ligne desservait le faubourg Saint-Jean, puis le mail Pierre Sudreau et le pont Jacques-Gabriel, avant de rejoindre les anciens abattoirs situés à l'entrée des Grouëts, à l'ouest de la ville.

### Ligne ③: Haras–Saint-Gervais
La ligne ❸ partait du haras national de Blois, sur l'avenue Maunoury, puis rejoignait la place Victor-Hugo à la manière d'une partie de l'actuelle ligne Ⓑ du réseau Azalys. Ensuite, elle empruntait le trajet de la ligne ❶ à travers le centre-ville, le pont Jacques-Gabriel et Blois-Vienne jusqu'à l'octroi de Saint-Gervais.

### Ligne ④: Saint-Lazare–Saint-Gervais
La ligne ➍ partait du prieuré Saint-Lazare, situé au début de l'avenue de Châteaudun, pour descendre vers la place Victor Hugo en traversant le Bourg-Neuf par la rue principale. Ensuite, par un trajet commun aux lignes ❶ et ❸ à travers le centre-ville, le pont Jacques-Gabriel et Blois-Vienne atteignait l'octroi de Saint-Gervais.

### Ligne ➄: Saint-Lazare–Poudrière
Saint-Lazare – Gare centrale – Victor Hugo – Poudrière

## Principales gares

### Gare centrale ① ➄
Il s'agit de la gare actuelle de Blois–Chambord, la première qui fut construite à Blois. Alors gérée par la Compagnie du chemin de fer de Paris à Orléans (PO), la gare était déjà reliée aux grandes lignes nationales, avec des trains directs pour Tours, Orléans, Paris, Romorantin, Vendôme, Bordeaux ou encore Nantes.

### Blois–Les Lices ① ➄
Située dans l'actuel parc des Lices, la station se trouvait de fait entre la gare centrale, la chocolaterie et le centre-ville. Elle servait de terminus à la ligne Blois–Château-Renault du TLC.

### Blois–Saint-Lazare ④ ➄
Depuis le début de l'actuelle avenue de Châteaudun, la gare de Saint-Lazare donnait accès au nord du département et à toutes les lignes passant par Oucques, dont :
- les lignes Blois–Orléans, Blois–Mondoubleau et Blois–Droué du TLC,
- la ligne Blois–Châteaudun du TELC (depuis Oucques seulement, partagée avec le TLC jusqu'à Oucques).

### Blois-Vienne ① ③ ④
En Vienne, les gares de Blois-Vienne (dans la rue Ronceraie) et Blois Électrique (rue Dupré ; l'une et l'autre sont séparées de quelques centaines de mètres) sont toutes les deux connectées :
- aux lignes Blois–Lamotte-Beuvron, Blois–Saint-Aignan et Blois–Montrichard du TLC,
- aux lignes Amboise–Cléry et Blois–Selles-sur-Cher du TELC.

### Octroi de Saint-Gervais ① ③ ④
De même, l'octroi de Saint-Gervais étant relié au réseau de la Compagnie des tramways de Loir-et-Cher, ce terminus fait correspondances sur :
- les lignes Blois–Lamotte-Beuvron, Blois–Saint-Aignan et Blois–Montrichard du TLC.

## Infrastructure

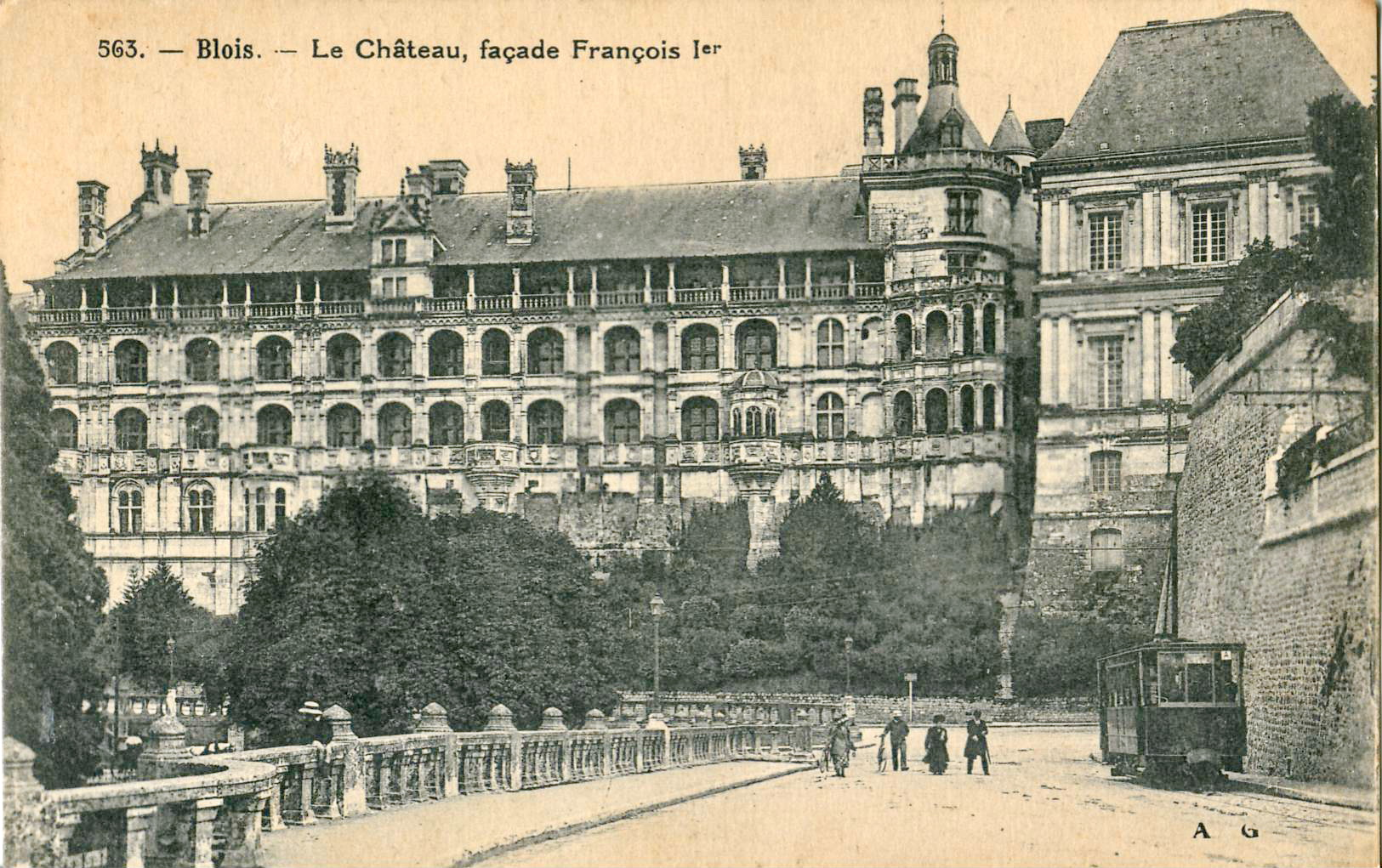
Une voiture de tramway, le long du château de Blois, au début du XXe siècle.

### Dépôt
Le dépôt ainsi que l'usine électrique se trouvaient dans le faubourg de Vienne, à la jonction des rues Ronceraie et Dupré.

### Jonctions
Le réseau était relié :
- à celui de la compagnie du chemin de fer de Paris à Orléans (PO), en gare centrale de Blois,
- à celui des tramways électriques de Loir-et-Cher (TELC), en gare de « Blois Électrique », dans l'actuelle rue Dupré,
- à celui de la compagnie des tramways de Loir-et-Cher (TLC),

- en gare de « Blois Vienne » (réseau sud),
- en gare de « Blois Saint-Lazare » (réseau nord),
- en gare de « Blois Les Lices » (réseau ouest).
Le tramway permettait les échanges entre les réseaux nord et sud des compagnies TLC et TELC par le pont Jacques-Gabriel sur la Loire.

### Matériel roulant
- 11 motrices à essieux.

## Vestiges et matériels préservés

### Gares
L'ancienne gare de Blois–Saint-Lazare accueille aujourd'hui la Maison départementale des Sports, au no 3 de l’avenue de Châteaudun.
En Vienne, la gare de Blois Électrique existe toujours au milieu de la rue Dupré. Le bâtiment, d'abord reconverti en poste centrale de la rive gauche, est aujourd'hui rattaché à l'Association Loisirs et Culture en Vienne (ALCV).
Quant à la gare de Blois-Vienne, dans la rue Ronceraie, l'édifice a été converti en habitations.

## Le retour du tramway à Blois
Il existe un projet de ligne de tramway à Blois. La future ligne reprend le tracé de l'axe principal par la ville et le pont de Loire. Mais le projet n'était qu'un poisson d'avril de La Nouvelle République.